# Wappen der Moldauischen SSR

Wappen der Moldauischen SSR (1957–1981)

Das Wappen der Moldauischen SSR existierte zwischen dem 10. Februar 1941 und November 1990 in der Zeit des Bestehens der Moldauischen SSR als Teilrepublik der Sowjetunion.

## Blasonierung
In der Blasonierung wird das Wappen als eine schildlose runde Form beschrieben. Über eine aufgehende strahlende goldene aufgehende Sonne schwebt gekreuzt rechts ein Hammer und links eine Sichel. Zu den Seiten des Symbols aus Weinreben und anderen Früchten gekreuzt hervorkommend goldene Weizenähren und je ein erdfarbener Maiskolben mit einer roten Schleife drapiert. Mittig auf der Schleife in weißen kyrillischen Majuskeln „PCCM“ und auf den Seiten auch in der Weise die Devise „Proletarier aller Länder vereinigt euch!“ in rumänischer („moldauischer“) und russischer Sprache (moldauisch in kyrillischen Buchstaben Пролетарь дин тоате цэриле, уници-вэ!, was in rumänischer Lateinschrift Proletari din toate țările, uniți-vă! entspricht, russisch Пролетарии всех стран, соединяйтесь!). Über dem Wappen schwebt ein fünfzackiger goldgerahmter roter Stern.
Symbolik: Der rote Stern deutet auf die Zugehörigkeit zum Kommunismus hin. Im unteren Teil sind Weinreben, Äpfel und Birnen dargestellt. Links und rechts umgeben Weizenähren und Maiskolben das Wappen. Hammer und Sichel stehen als Symbol für die kommunistische Staatspolitik.

Wappen Transnistriens

In der Mitte des Bandes steht in kyrillischen Buchstaben РССМ (Abkürzung für Република Советикэ Сочиалистэ Молдовеняскэ, Republica Sovietică Socialistă Moldovenească; deutsch: Moldauische Sozialistische Sowjetrepublik).
Zurzeit wird das Wappen in leicht abgewandelter Form wieder von dem völkerrechtlich nicht anerkannten Transnistrien verwendet.

## Geschichte
Das erste Wappen von 1940 bis 1941 basierte auf dem Wappen der Russischen SFSR. Zwischen 1941 und 1990 veränderte sich das Wappen nur leicht.
Mit dem Fall des Kommunismus in der Sowjetunion wurde ein neues Wappen eingeführt. Dieses wurde auch nach der Unabhängigkeit von der UdSSR als Staatswappen eingeführt.

1940 bis 1941
1941 bis 1957
1957 bis 1981
1981 bis 1990
Das letzte Wappen der MSSR (1990 bis 1991), heutiges Wappen der Republik Moldau